# Powstawanie miast
Powstawanie miast – proces zmiany struktury osadniczej regionu, w wyniku której powstaje miasto. Jest związane z określonym etapem rozwoju społecznego, uwarunkowane społecznym podziałem pracy. Osady, w których ludność zajmowała się działalnością pozarolniczą stopniowo powiększały się i zmieniały charakterystykę zabudowy na coraz bardziej zwartą. W miarę rozwoju cywilizacyjnego i społecznego osiedla te zyskiwały coraz większą odrębność administracyjną i polityczną, aż wreszcie stały się odrębnymi jednostkami administracyjnymi posiadającymi zespół przywilejów zebranych w tzw. "prawa miejskie".
Istnieje kilka funkcji, zwanych funkcjami miastotwórczymi, dzięki którym osady przekształcały się w miasta:
1. handlowe i handlowo-usługowe – wiele miast rozwinęło się, gdyż były ważnymi ośrodkami handlu czy rzemiosła;
2. obronne – miasto powstawało w pobliżu zamku lub warowni, która w razie najazdu służyć mogła schronieniem;
3. stołeczne i administracyjne – rozwijały się wokół siedziby władcy;
4. komunikacyjne – miasta powstawały przy brodach, mostach a także przy skrzyżowaniach ważnych szlaków komunikacyjnych. Tym miastom rozwój zapewniały opłaty od przewożonych towarów;
5. przemysłowe i górniczo-przemysłowe – miasta powstawały na terenach, gdzie znajdowały się dostępne do wydobycia złoża, a także tam, gdzie warunki geograficzne były sprzyjające dla rozwoju przemysłu;
6. mieszkalne – miasta lokowane w miejscu dogodnym do założenia domostwa;
7. kulturalne i naukowe – przykładem mogą być miasta uniwersyteckie;
8. uzdrowiskowe i rekreacyjne oraz turystyczne.

Miasta charakteryzowały głównie zajęcia ich mieszkańców. W praktyce powstawały one z połączenia dwóch lub więcej wyżej wymienionych funkcji (np. usługowo-handlowej i obronnej).